# الديمقراطيون الليبراليون (المملكة المتحدة)
الديمقراطيون الليبراليون (بالإنجليزية: Liberal Democrats)‏ هو حزب سياسي في المملكة المتحدة يندرج تحت إطار أحزاب وسط إلى يسار وسط الليبرالية الاجتماعية. تأسس الحزب عام 1988 بعد اندماجالحزب الليبرالي والحزب الديمقراطي الاجتماعي.
زعيمه هو نيك كليغ والحزب يعتبر ثالث أكبر الأحزاب في مجلس العموم بعد حزب العمال وحزب المحافظين.

## وصلات خارجية
- الموقع الرسمي